# Tetrix yunlongensis
Tetrix yunlongensis är en insektsart som beskrevs av Zheng, Z. och B. Mao 2002. Tetrix yunlongensis ingår i släktet Tetrix och familjen torngräshoppor. Inga underarter finns listade i Catalogue of Life.